# Lễ hội nghinh Ông
Lễ hội nghinh Ông là lễ hội cúng cá Ông của ngư dân các tỉnh miền ven biển Việt Nam từ Quảng Bình trở vào Nam (gồm cả Phú Quốc). Đây là lễ hội cầu ngư: cầu cho biển lặng gió hòa, ngư dân may mắn làm ăn phát đạt, an khang. Lễ hội nghinh Ông là loại lễ hội nước lớn nhất của ngư dân. Có nhiều tên gọi khác nhau như lễ rước cốt ông, lễ cầu ngư, lễ tế cá "Ông", lễ cúng "Ông", lễ nghinh "Ông", lễ nghinh ông Thủy tướng, nhưng tất cả đều có chung một quan niệm rằng cá "Ông" là sinh vật thiêng ở biển, là cứu tinh đối với những người đánh cá và làm nghề trên biển nói chung. Điều này đã trở thành một tín ngưỡng dân gian phổ biến trong các thế hệ ngư dân ở các địa phương nói trên. Ở mỗi địa phương, lễ hội nghinh Ông diễn ra vào một thời điểm khác nhau.

## Phần lễ
Thông thường lễ hội nghinh Ông có lễ rước và lễ tế truyền thống: 
- Lễ rước kiệu của Nam hải Tướng quân xuống thuyền rồng ra biển. Dọc theo đường rước, ngư dân sống trên biển và bà con bày lễ vật nghênh đón, khói nhang nghi ngút. Cùng với thuyền rồng rước thủy tướng, có hàng trăm ghe lớn nhỏ, trang hoàng lộng lẫy, cờ hoa rực rỡ tháp tùng ra biển nghênh ông. Trước mũi ghe là hương án và mâm lễ vật. Trên các ghe lớn nhỏ này có chở hàng ngàn khách và bà con tham dự đoàn rước. Đoàn rước quay về bến nơi xuất phát, rước ông về lăng ông Thủy tướng (nếu có ở địa phương đó). Tại bến một đoàn múa lân, sư tử, rồng đã đợi sẵn để đón ông về lăng.
- Lễ tế diễn ra trang trọng sau lễ rước với nghi thức cổ truyền. Các lễ cầu an, xây chầu đại bội, hát bội diễn ra tại lăng ông Thủy tướng.

## Phần hội
Trước thời điểm lễ hội, đã có hàng trăm chiếc tàu đánh cá của ngư dân được trang trí cờ hoa neo đậu dưới bến sông. Phần hội gồm các nghi thức rước Ông ra biển với hàng trăm ghe tàu lớn nhỏ cùng các lễ cúng trang trọng. Ở tại nhà suốt ngày lễ hội, các ngư dân mời thỉnh lẫn nhau, kể cả khách từ nơi xa đến cùng nhau ăn uống, vui chơi, trò chuyện thân tình, đây là một lễ hội đậm đà và mang bản sắc thuần phong mỹ tục sâu sắc.
Ý nghĩa
1.lễ hội tổng kết một mùa đánh bắt trên biển của ngư dân chuẩn bị cho một mùa đánh bắt mới với những ước vọng một mùa bội thu,cầu nguyện sự bình an khi ra biển và ước mong một cuộc sống hạnh phúc.
2.Còn thể hiện tấm lòng thành kính,biết ơn,tạ ơn thần Nam Hải (cá Ông) và thần biển của ngư dân Huyện Cần giờ-Uống nước nhớ nguồn.
3.là dịp để ngư dân nghỉ ngơi,vui chơi giải trí sau những ngày đi biển gian khổ,bạn bè gần xa có thời gian thăm hỏi,chúc tụng lẫn nhau và qua đó trao đổi kinh nghiệm đi biển,nâng cao hiệu suất,đánh bắt hải sản.